# Lallaing
Lallaing è un comune francese di 6 559 abitanti situato nel dipartimento del Nord nella regione dell'Alta Francia.

## Società

### Evoluzione demografica
Abitanti censiti